# Wendell Carter
Wendell Andre Carter jr. (Atlanta, 16 aprile 1999) è un cestista statunitense, che gioca come ala grande o centro negli Orlando Magic.

## Carriera
È stato selezionato dai Chicago Bulls al primo giro del Draft NBA 2018 (7ª scelta assoluta).

## Statistiche

### NCAA
| Anno      | Squadra          | PG | PT | MP   | TC%  | 3P%  | TL%  | RP  | AP  | PRP | SP  | PP   |
| --------- | ---------------- | -- | -- | ---- | ---- | ---- | ---- | --- | --- | --- | --- | ---- |
| 2017-2018 | Duke Blue Devils | 37 | 37 | 26,9 | 56,1 | 41,3 | 73,8 | 9,1 | 2,0 | 0,8 | 2,1 | 13,5 |
| Carriera  | Carriera         | 37 | 37 | 26,9 | 56,1 | 41,3 | 73,8 | 9,1 | 2,0 | 0,8 | 2,1 | 13,5 |

#### Massimi in carriera
- Massimo di punti: 27 vs Evansville (20 dicembre 2017)[1]
- Massimo di rimbalzi: 16 vs Florida State (30 dicembre 2017)
- Massimo di assist: 6 vs Louisville (21 febbraio 2018)
- Massimo di palle rubate: 4 vs Syracuse (24 febbraio 2018)
- Massimo di stoppate: 6 vs Southern (17 novembre 2017)
- Massimo di minuti giocati: 39 vs Texas-Austin (24 novembre 2017)

### NBA

#### Regular Season
| Anno      | Squadra       | PG  | PT  | MP   | TC%  | 3P%  | TL%  | RP   | AP  | PRP | SP  | PP   |
| --------- | ------------- | --- | --- | ---- | ---- | ---- | ---- | ---- | --- | --- | --- | ---- |
| 2018-2019 | Chicago Bulls | 44  | 44  | 25,2 | 48,5 | 18,8 | 79,5 | 7,0  | 1,8 | 0,6 | 1,3 | 10,3 |
| 2019-2020 | Chicago Bulls | 43  | 43  | 29,2 | 53,4 | 20,7 | 73,7 | 9,4  | 1,2 | 0,8 | 0,8 | 11,3 |
| 2020-2021 | Chicago Bulls | 32  | 25  | 24,7 | 51,2 | 36,4 | 73,9 | 7,8  | 2,2 | 0,6 | 0,8 | 10,9 |
| 2020-2021 | Orlando Magic | 22  | 19  | 26,5 | 49,3 | 24,1 | 72,1 | 8,8  | 1,6 | 0,8 | 0,8 | 11,7 |
| 2021-2022 | Orlando Magic | 62  | 61  | 29,9 | 52,5 | 32,7 | 69,1 | 10,5 | 2,8 | 0,6 | 0,7 | 15,0 |
| 2022-2023 | Orlando Magic | 57  | 54  | 29,6 | 52,5 | 35,6 | 73,8 | 8,7  | 2,3 | 0,5 | 0,6 | 15,2 |
| 2023-2024 | Orlando Magic | 55  | 48  | 25,6 | 52,5 | 37,4 | 69,4 | 6,9  | 1,7 | 0,6 | 0,5 | 11,0 |
| 2024-2025 | Orlando Magic | 68  | 51  | 25,9 | 46,0 | 23,4 | 73,7 | 7,2  | 2,0 | 0,8 | 0,6 | 9,1  |
| Carriera  | Carriera      | 383 | 345 | 27,3 | 50,9 | 31,6 | 72,9 | 8,3  | 2,0 | 0,6 | 0,7 | 11,9 |

#### Playoffs
| Anno     | Squadra       | PG | PT | MP   | TC%  | 3P%  | TL%  | RP   | AP  | PRP | SP  | PP   |
| -------- | ------------- | -- | -- | ---- | ---- | ---- | ---- | ---- | --- | --- | --- | ---- |
| 2024     | Orlando Magic | 7  | 5  | 26,4 | 40,4 | 28,0 | 72,7 | 6,3  | 1,3 | 0,7 | 0,6 | 7,6  |
| 2025     | Orlando Magic | 5  | 5  | 32,4 | 52,5 | 27,3 | 60,0 | 10,8 | 1,2 | 0,4 | 0,4 | 10,2 |
| Carriera | Carriera      | 12 | 10 | 28,9 | 46,0 | 27,8 | 66,7 | 8,2  | 1,3 | 0,6 | 0,5 | 8,7  |

#### Massimi in carriera
- Massimo di punti: 30 (2 volte)[2]
- Massimo di rimbalzi: 18 (2 volte)
- Massimo di assist: 7 (2 volte)
- Massimo di palle rubate: 5 vs Dallas Mavericks (17 gennaio 2021)
- Massimo di stoppate: 4 (4 volte)
- Massimo di minuti giocati: 43 vs Indiana Pacers (4 gennaio 2019)